# 弗雷德里克·奥洛夫松
弗雷德里克·奥洛夫松（瑞典語：Fredrik Olofsson，1996年5月27日—），瑞典男子冰球运动员，场上位置是前锋。他曾代表瑞典国家队参加2022年冬季奥林匹克运动会冰球比赛，获得第4名。